# (22263) Pignedoli
(22263) Pignedoli est un astéroïde de la ceinture principale.

## Description
(22263) Pignedoli est un astéroïde de la ceinture principale. Il fut découvert le 3 septembre 1980 à Bologne par l'observatoire San Vittore. Il présente une orbite caractérisée par un demi-grand axe de 2,43 UA, une excentricité de 0,27 et une inclinaison de 11,0° par rapport à l'écliptique.

## Compléments